# نهر جامبو آيي
نهر جامبو آيي هو نهر في آتشيه شمال سومطرة، إندونيسيا.